# Hagnón de Tarso
Hagnón de Tarso (en griego antiguo Ἅγνων, siglo II a. C.) fue un antiguo retórico griego, filósofo escéptico académico y alumno de Carnéades. Quintiliano le reprocha haber escrito un libro titulado Rhetorices accusatio (Acusación de la retórica) en el que negaba que la retórica fuera un arte.
Ateneo le cita por un curioso dato que dice: "entre los espartanos es costumbre que las muchachas, antes de casarse, sean tratadas como niños predilectos (paidikois)" (es decir, sexualmente). Plutarco le cita como fuente de una historia sobre un elefante al que su cuidador engañaba con su comida:
"Hagnón cuenta la historia de un elefante en Siria, criado en cierta casa, que observó que su cuidador le quitaba y despojaba cada día la mitad de la medida de su cebada; sólo que una vez, estando el amo presente y mirando, el cuidador vertió toda la medida; lo cual no se hizo hasta que el elefante, extendiendo su probóscide, separó la cebada y la dividió en dos partes iguales, descubriendo así ingeniosamente, tanto como en él residía, la injusticia de su cuidador."
Cicerón también menciona a Hagnón.
Algunos académicos modernos han considerado que este Hagnón es el mismo hombre que el demagogo Hagnónides, contemporáneo de Foción, ya que este último es llamado "Agnón" en algunos manuscritos de Cornelio Nepote. Pero la forma en que Quintiliano menciona a Hagnón demuestra que es un retórico que vivió en un período muy posterior al siglo IV a. C. sugerido por una identificación con Hagnónides. Si es el mismo que el filósofo académico mencionado por Ateneo es todavía un tema de debate.